# Sankt Goarshausen
Sankt Goarshausen (forkortet St. Goarshausen) er en by på højre bred af Rhinen (Mittelrhein) i Rhein-Lahn-Kreis i den tyske delstat Rheinland-Pfalz.
Sankt Goarshausen er kendt for sin centrale placering langs den "Romantiske Rhin", som blev optaget på UNESCOs Verdensarvsliste juli 2002. Der er to slotte på klipperne over byen, Burg Katz (“Katteborgen”), som tidligere hed "Burg Neu-Katzenelnbogen", og Burg Maus (“Museborgen”). Burg Katz ejes af en privat japaner, og den er ikke åben for besøgende. Fra Burg Maus er der god udsigt ud over byen og herfra kan man også se ruinerne af Burg Rheinfels på klippen over søsterbyen Sankt Goar på den anden side af Rhinen. Den berømte Lorelei klippe ligger lidt længere oppe ad floden på samme bred.
Byens økonomi er baseret på turisme og produktion af vin.

## Seværdigheder
Der er oprettet et besøgscenter ved Lorelei klippen, som er den væsentligste seværdighed.

## Galleri
- St. Goarshausen
- Burg Katz (katteborgen)
- Burg Maus (museborgen) i bydelen Wellmich